# Адипофилия
Адипофилия (лат. adeps — «жир» и др.-греч. φιλία — «любовь») — парафилия, связанная с сексуальным влечением к людям с избыточным весом или ожирением, обусловленное в первую очередь их весом и размерами.
Разновидностью фетишизма жира является «кормление» или «обретение», когда сексуальное удовлетворение достигается в процессе накопления жира в организме или помощи другим в его накоплении, а не обязательно за счёт самого жира, хотя между этими понятиями есть много общего. Адипофилия также включает в себя «набивку» и «подкладку», в то время как возбуждение сосредоточено на ощущениях и свойствах реального или имитируемого продукта.

## Субкультура
Сообщество адипофилов объединилось с движениями бодипозитива и фэт-феминизма. Национальная ассоциация содействия принятию жирности (NAAFA) работала в качестве правозащитной организации для полных людей, но была частично создана для того, чтобы помогать адипофилам находить полных женщин для свиданий и секса.
Сообщество адипофилов как сообщество преимущественно гетеросексуальное, ориентированное на полных женщин и худощавых мужчин. Адипофилия распространена как в реальной жизни, так и в Интернете. Практики и субкультуры адипофилов включают в себя -порно; «набор веса» и «кормление», которые включают в себя приём пищи с целью преднамеренного увеличения веса; хоггинг, когда мужчины ищут полных женщин для сексуальной эксплуатации; и «раздавливание», которое представляет собой сексуальное влечение к идее быть раздавленным толстым человеком или людьми.
Согласно Routledge Companion to Beauty Politics, «гендерная, расовая и классовая динамика власти во многих из этих субкультур часто отражает, усиливает и даже преувеличивает существующее расовое, гендерное, классовое и сексуальное неравенство». Социолог Эбигейл С. Сагей предположила, что, объективируя вес женщин, они усиливают культурное значение веса женщин для их внешнего вида, что, следовательно, также усиливает гендерное неравенство.

### Фидизм
Набирающие вес и кормящие — люди, которые наслаждаются фантазиями или реальностью о том, что их кормят и/или они сами набирают вес. Набирающие вес и поощерители обычно наслаждаются фантазиями о том, как они помогают кому-то другому набрать вес.
Некоторые предпочитают термин «фидизм» фидеризму, поскольку он предполагает более равноправные отношения между кормящим и получателем пищи.
СМИ преподносят фидизм как табу или узкоспециализированный интерес. В негативном свете фидизм представлен в фильме «Вскармливание», который является примером насильного фидизма. Исследования показали, что подавляющее большинство отношений в стиле фидизма строятся полностью по обоюдному согласию, а неподвижность в основном остаётся фантазией участников.
Сообщество адипофилов выросло из движения Girth & Mirth в 70-х годах. К 1988 году появились информационные бюллетени, посвящённые адипофилам, а в 1992 году в Нью-Хопе, штат Пенсильвания, было проведено первое мероприятие для адипофилов под названием EncourageCon. В 1996 году компания GainRWeb запустила первый веб-сайт, посвящённый геям, набирающим вес.